# Saint-Brice (Seine-et-Marne)
Saint-Brice is een gemeente in het Franse departement Seine-et-Marne (regio Île-de-France) en telt 719 inwoners (1999). De plaats maakt deel uit van het arrondissement Provins.

## Geografie
De oppervlakte van Saint-Brice bedraagt 11,4 km², de bevolkingsdichtheid is 63,1 inwoners per km².
De onderstaande kaart toont de ligging van Saint-Brice (Seine-et-Marne) met de belangrijkste infrastructuur en aangrenzende gemeenten.

## Demografie
Onderstaande figuur toont het verloop van het inwonertal (bron: INSEE-tellingen).